# 摩天樓的怪人
《摩天樓的怪人》（日語：摩天楼の怪人）是日本推理作家島田莊司的推理小說，為其筆下的偵探御手洗潔系列小說。

## 書籍出版資訊
| 出版者       | 出版日期      | 媒介         | 頁數                    | 書籍編碼                                          | 譯者   |
| ------------ | ------------- | ------------ | ----------------------- | ------------------------------------------------- | ------ |
| 東京創元社   | 2005年10月1日 | 單行本       | 604頁                   | ISBN 9784488012076                                |        |
| 東京創元社   | 2009年5月30日 | 創元推理文庫 | 720頁                   | ISBN 9784488488017                                |        |
| 皇冠文化出版 | 2008年9月19日 | 平裝書       | 516頁                   | ISBN 9789573324621                                | 郭清華 |
| 譯林出版社   | 2012年1月1日  | 平裝書       | 254頁（上） 256頁（下） | ISBN 9787544724265（上） ISBN 9787544725095（下） | 郭清華 |

## 故事概要
美國知名女演員喬蒂·沙利納斯在彌留之際向守候在她身邊的人透露了一個秘密——她在數十年前曾在她所居住的曼哈頓摩天樓一樓槍殺了當時知名的演藝公司老闆弗來迪利克·齊格飛。雖然喬蒂本人極力聲稱是自己扣下扳機的，但有一個謎題是連她自己也不明白的，那就是當時身處34樓的喬蒂，在僅有15分鐘空檔和電梯因暴風雨停電而停止運作下，是不可能獨力犯下這宗案件的。對此喬蒂認為是有「幽靈」在幫助她，讓她在一瞬間跨越34層樓的距離犯案......

## 登場人物

### 主要角色
御手洗 潔（Mitarai Kiyoshi）
哥倫比亞大學助理教授。受朋友威薩斯本教授所托前往中央公園高塔與喬蒂見面，解開她所提出的從未有人解開過的謎團。

### 案件相關

#### 1969年
洛伊·威薩斯本（Roy Witherspoon）
哥倫比亞大學教授，御手洗的朋友。
喬蒂·沙利納斯（Jodie Salinas）
美國首屈一指的舞台女演員。住在中央公園高塔34樓。
患有肝癌，即將不久于人世。
在彌留之際向御手洗道出自己曾槍殺演藝公司老闆弗來迪利克·齊格飛，並表示自己從寂寂無名的小演員到變成大明星的過程中，一直有一個愛慕她的「幽靈」暗中為她掃清一切障礙。在道出一切之後離世。
菲利浦·沙利納斯（Philip Salinas）
喬蒂的養子。
傑米·連登（Jamie Denton）
劇作家。
麗莎·瑪利·華盛頓（Lisa Mary Washington）
女演員。
亞當·卡里耶夫斯基（Adam Calievski）
喬蒂的主治醫生。
約翰·薩克生（John Saxon）
曾是喬蒂所屬劇團的老闆。

#### 1916~1921年
梅莉莎·貝卡（Melissa Baker）
百老匯棉花田俱樂部的舞娘。住在中央公園高塔36樓。
1916年在自宅以手槍射擊心臟自殺身亡。
伊瑪·布隆戴爾（Irma Blondel）
女演員，齊格飛娛樂公司所屬。住在中央公園高塔36樓。
1916年在自宅以手槍射擊頭部自殺身亡。
潘特羅·桑多利奇（Pandro Sandrich）
齊格飛娛樂公司的製作人。
1916年在中央公園高塔上被高塔大鐘的分針斬首。
奧森·達爾馬吉（Orson Talmadge）
摩天樓中央公園高塔的設計師。
1921年，伴隨着中央公園高塔所有玻璃突然爆碎從高塔上墜下身亡。屍體的口袋中留有一張寫有埃及文字的字條。
瑪格麗特·艾爾格（Margaret Erg）
女演員，专门从事低俗舞台剧的演出。住在中央公園高塔34樓。
1921年在自宅以手槍射擊頭部自殺身亡。
弗來迪利克·齊格飛（Frederick Siegfried）
舞台製作人兼演藝公司老闆。
1921年在曼哈頓的中央公園高塔一樓被開槍射殺身亡。
霍華德·史密斯（Howard Smith）
中央公園高塔的管理員。
塞米爾·穆勒（Samuel Müller）
NYPD。負責調查發生在中央公園高塔的一系列命案。
約翰·李韋恩（John Lieven）
NYPD。負責調查發生在中央公園高塔的一系列命案。
華特·福格（Walter Hook）
哥倫布大道某公寓的住客。目擊到潘特羅·桑多利奇從高塔的大鐘面上伸出的頭即将被大鐘的分針切斷的情景。
巴納度·懷生斯奇（Bernard Wyczenski）
中央公園高塔25樓的住客，目擊到潘特羅·桑多利奇掉落的人頭從他的窗前盪過。

## 榮譽
2006年《摩天樓的怪人》僅以2票之差敗給東野圭吾的《嫌疑犯X的獻身》，最終失落本格推理大獎。
- 週刊文春2005年度10大推理小說！
- 入圍第六屆【本格推理小說大賞】決選！

## 外部連結
- （日語）http://www.tsogen.co.jp/np/isbn/9784488488017 （页面存档备份，存于）
- （简体中文）豆瓣讀書：摩天樓的怪人 （页面存档备份，存于）